# Antoine Kesia-Mbe Mindua
Antoine Kesia-Mbe Mindua est un avocat congolais qui est actuellement juge à la Cour pénale internationale. Il était auparavant juge au Tribunal pénal international pour l'ex-Yougoslavie.

## Éducation
Antoine Kesia-Mbe Mindua étudie le droit et les sciences politiques à Kinshasa, Nancy-Université, Strasbourg et Genève. Il obtient son doctorat en droit international de l'Université de Genève en 1995.

## Carrière
Il est d'abord juriste et chef de l'unité d'appui aux procédures judiciaires au Tribunal pénal international pour le Rwanda à Arusha de 1996 à 2001. Il est également ambassadeur de la République démocratique du Congo en Suisse à Berne et représentant permanent auprès de l'Office des Nations unies à Genève de 2001 à 2006. Au cours de son mandat à Genève, il occupe plusieurs postes multilatéraux, dont celui de vice-président du Comité exécutif du Programme du Haut Commissariat des Nations unies pour les réfugiés, de président du Groupe des 77 (G77) et de la Chine, et de coordinateur du Groupe des 21 à la Conférence des Nations Unies sur le désarmement.
Il est ensuite juge de première instance au Tribunal pénal international pour l'ex-Yougoslavie à La Haye de 2006 à 2015.
Au sein de la CPI, il préside la Section préliminaire de 2018 à 2019. En 2018, il est chargé d'examiner la demande de la procureure Fatou Bensouda pour que la CPI statue sur sa compétence à l'égard des expulsions de Rohingyas du Myanmar vers le Bangladesh. Toujours en 2018, il préside les auditions d'Alfred Yekatom, un ancien chef de milice accusé d'atrocités présumées contre des musulmans en République centrafricaine. En 2020, il fait partie du panel de trois membres qui juge que l'ancien vice-président congolais et chef de milice Jean-Pierre Bemba, qui avait été acquitté de crimes de guerre par le tribunal en 2018, n'avait droit à aucun dédommagement ou compensation pour ses 10 ans au quartier pénitentiaire des Nations unies (UNDU),.

## Autres activités
Mindua est également professeur aux Universités de Kinshasa et de Genève. Il enseigne le droit international public et le droit pénal international.
Il est membre du Conseil d'administration du Crimes Against Humanity Initiative (en), un projet du Whitney R. Harris World Law Institute (en) de la faculté de droit de l'Université de Washington à Saint-Louis visant à établir le premier traité au monde sur la prévention et la répression des crimes contre l'humanité.